# Mikalaj Semenjako
Mikalaj Ryhorawitsch Semenjako (belarussisch Мікалай Рыгоравіч Семеняко, * 9. Juli 1976 in Wizebsk) ist ein ehemaliger belarussischer Skilangläufer.

## Werdegang
Semenjako, der für den Dynamo Minsk startete, belegte bei den Junioren-Weltmeisterschaften 1995 in Gällivare den 65. Platz über 10 km klassisch und den 21. Rang über 30 km Freistil und bei den Junioren-Weltmeisterschaften 1996 in Asiago den 28. Platz über 30 km Freistil und den zehnten Rang über 10 km klassisch. In der Saison 1996/97 lief er bei den nordischen Skiweltmeisterschaften 1997 in Trondheim auf den 83. Platz über 10 km klassisch, auf den 70. Rang über 30 km Freistil und auf den 52. Platz über 50 km klassisch und holte bei der Winter-Universiade 1997 in Muju die Silbermedaille mit der Staffel. Zudem kam er dort auf den 14. Platz über 30 km Freistil, auf den sechsten Rang über 15 km klassisch und auf den vierten Platz in der Doppelverfolgung. Im folgenden Jahr belegte er bei den Olympischen Winterspielen in Nagano den 73. Platz über 10 km klassisch, den 60. Rang in der Verfolgung und den 54. Platz über 30 km klassisch. In der Saison 1998/99 errang er bei den nordischen Skiweltmeisterschaften 1999 in Ramsau am Dachstein den 45. Platz über 30 km Freistil und den 13. Rang in der Staffel und gewann bei der Winter-Universiade 1999 in Štrbské Pleso die Silbermedaille mit der Staffel. In der Saison 2000/01 holte er in Kuopio mit dem 22. Platz im 60-km-Massenstartrennen seine ersten Weltcuppunkte und bei der Winter-Universiade 2001 in Zakopane jeweils die Silbermedaille über 10 km klassisch und 10 km Freistil. Seine besten Platzierungen beim Saisonhöhepunkt, den nordischen Skiweltmeisterschaften 2001 in Lahti, waren der 22. Platz über 30 km klassisch und der neunte Rang mit der Staffel. In seiner letzten aktiven Saison 2001/02 kam er in Ramsau mit Platz acht im 30-km-Massenstartrennen nochmals in die Punkteränge und erreichte damit sein bestes Einzelresultat im Weltcup. Bei den Olympischen Winterspielen 2002 in Salt Lake City belegte er den 52. Platz im 30-km-Massenstartrennen, den 48. Rang über 15 km klassisch und den 15. Platz zusammen mit Raman Wiralajnen, Aljaksandr Sannikou, Sjarhej Dalidowitsch in der Staffel.

## Teilnahmen an Weltmeisterschaften und Olympischen Winterspielen

### Olympische Winterspiele
- 1998 Nagano: 54. Platz 30 km klassisch, 60. Platz 15 km Verfolgung, 73. Platz 10 km klassisch
- 2002 Salt Lake City: 15. Platz Staffel, 48. Platz 15 km klassisch, 52. Platz 30 km Freistil Massenstart

### Nordische Skiweltmeisterschaften
- 1997 Trondheim: 52. Platz 50 km klassisch, 70. Platz 30 km Freistil, 83. Platz 10 km klassisch
- 1999 Ramsau am Dachstein: 13. Platz Staffel, 45. Platz 30 km Freistil
- 2001 Lahti: 9. Platz Staffel, 22. Platz 30 km klassisch, 30. Platz 15 km klassisch, 36. Platz 20 km Skiathlon